# Abel-Maurice Bianchi
Pour les articles homonymes, voir Bianchi.
Abel-Maurice Bianchi né le 2 mai 1865 à Paris, ville où il est mort le 27 janvier 1899, est un sculpteur français.

## Biographie
Fils de l'ingénieur Barthélémy Bianchi (1820-1895)  et de Marguerite Ouartelle, Abel-Maurice Bianchi est né le 2 mai 1865 dans le 5e arrondissement de Paris. Élève de M. Bouval, il expose au Salon des artistes français de 1893 à 1898. Il a obtenu une mention honorable en 1895. Il meurt le 27 janvier 1899 en son domicile, au no 16, rue de Bagneux dans le 6e arrondissement, et, est inhumé au cimetière du Montparnasse (17e division) et ses restes y reposent jusqu'à la fin de la concession en mars 2000 où ils ont été transférés dans l'ossuaire du Cimetière du Père-Lachaise.

## Œuvres
- Portrait du père de l'artiste. Buste en bronze. Salon de 1893 (n° 2589).
- Le Dénicheur d'aigles. Statue en plâtre. Salon de 1894 (n° 2788) ; conservée au musée Despiau-Wlérick de Mont-de-Marsan[7].
- Chasseur d'aigles. Statuette en bronze. Salon de 1895 (n° 2880).
- Charmeuse. Statue en plâtre. Salon de 1895 (n° 2881).
- La Source. Statue en plâtre. Salon de 1898 (n° 3169).